# 김동규 (배우)
김동규(1995년 6월 21일~)는 대한민국의 모델이자, 배우이다.

## 출연작

### 드라마
- 2018년 달핑스튜디오 《제주에 부는 바람》- 고정석 역
- 2018년 농심 《썸 끓는 시간》
- 2019년 CJ ENM tvN D 《필수연애교양》- 조태진 역
- 2019년 딩고 《딩고 x 스포츠토토》

### 방송
- 2016년 W CONCEPT 《180 SEC》
- 2017년 NAVER V앱 《캐스퍼 라디오 - 김동규의 동크라미》
- 2018년 JTBC2 《미친, 딜리버리》
- 2018년 OGN 《게임돌림픽》

## 뮤직 비디오
- 2016년 씨엔블루 - 이렇게 예뻤나
- 2016년 멜로디데이 - 깔로
- 2017년 CHEEZE - 좋아해
- 2017년 제시카 - SUMMER STORM
- 2018년 박보람 - 괜찮을까
- 2018년 허각 - 흔한이별 (누적 조회 수 1800만회)

## 광고
- 2016년 메이플스토리 M
- 2017년 NARS
- 2017년 삼성 갤럭시A
- 2017년 ALO EYEWEAR
- 2020년 현대 아반떼